# 矶鳚
矶鳚（学名：Parablennius yatabei）为輻鰭魚綱鳚形目鳚科鳚属的鱼类，俗名鳚、副鳚、耶氏鳚。分布于西北太平洋日本南部、台湾岛、韓國以及中国东海、黄海等海域，深度0至12公尺，本魚體延長，稍側扁，頭短鈍，體為淺褐色，體側散佈深褐色點，另有7-8條橫帶，背鰭第一、二硬棘間有一黑斑，魚鰭有雜斑，背鰭硬棘12枚、背鰭軟條16-18枚、臀鰭硬棘2枚、臀鰭軟條17-18枚，體長可達9公分，常栖息于近海以及低潮间带岩礁区。该物种的模式产地在Misaki。